# Santa María (Boyacá)
Santa María, originariamente Santa María de la Vega, è un comune della Colombia facente parte del dipartimento di Boyacá.
Il centro abitato venne fondato da Jacinto Vega nel 1944, mentre l'istituzione del comune è del 10 gennaio 1961.